# Talking Dead
Talking Dead é um aftershow ao vivo de televisão da emissora AMC em que o apresentador Chris Hardwick comenta episódios das séries de televisão The Walking Dead, Fear The Walking Dead e  The Walking Dead: World Beyond, juntamente com convidados como fãs das séries, membros dos elencos e equipes de produção das séries.

## Transmissão e formato
O aftershow traz o apresentador Chris Hardwick discutindo o episódio mais recente com convidados que são fãs da série. Elenco e equipe de The Walking Dead e Fear The Walking Dead também aparecem no talk show. Segmentos em Talking Dead incluem um "In Memoriam", destacando as mortes do episódio, uma enquete online, episódios triviais, cenas nos bastidores e perguntas dos fãs via telefone, do público no Facebook, Twitter, ou no  site oficial de Talking Dead. Após o episódio no ar terminar, um segmento de bônus de 15 a 20 minutos continua online para os episódios de 30 minutos; Haveria um bônus de 5 a 10 minutos de segmento online para os episódios de 60 minutos; Hardwick refere-se a este segmento bônus com "Talking Talking Dead".
A série estreou em 16 de outubro de 2011, após o encore de apresentação da segunda temporada de The Walking Dead. Quando a série voltou em 10 de fevereiro de 2013 a partir da terceira temporada  no meio da season finale, a série mudou-se para 22:00 horas, diretamente seguintes The Walking Dead, e se expandiu para uma hora. Hardwick, afirmou que o fato de o mostrar passam mais de uma hora em oposição a meia hora permitido mais "espaço para respirar" e mais tempo para discutir os temas com os convidados/fãs.
Os produtores que eram convidados regulares de Talking Dead incluem: criador de The Walking Dead Robert Kirkman, encarregado ao trabalho diário das temporadas de 2 a 3, o showrunner Glen Mazzara, diretor e produtor executivo Greg Nicotero, a produtora executiva Gale Anne Hurd, e das temporadas 4-6 showrunner Scott M. Gimple. Os convidados listado depois de "com", foram convidados surpresa para o episódio. Robert Kirkman e Greg Nicotero tem mais aparições de qualquer membro da tripulação em 10 episódios, respectivamente. Greene é o membro de mais destaque do elenco com 7 episódios. Yvette Nicole Brown é a convidada externa com mais aparições em 9 episódios..
Em três episódios no final da segunda temporada de Talking Dead, músicos em destaque na trilha sonora The Walking Dead foi executada ao final do show. Na primeira metade da terceira temporada de Talking Dead, o "Kill of the Week" o recurso foi incluído; além disso, o show teve a perguntas da plateia. Na 3ª temporada de Talking Dead, "fã da semana" foi introduzido para os fãs que usaram o aplicativo móvel "Dead Yourself". O show também apresentou "Survival Tips", que deu dicas sobre como sobreviver se um hipotético apocalipse zumbi realmente acontecesse. Temporada 5 começou mostrando fã de arte.
A série tornou-se conhecida por muitas vezes ter membros do elenco aparecemdo após o episódio em que seus personagens foram mortos (por exemplo, Laurie Holden para "Welcome to the Tombs"). Reconhecendo que isso pode estragar os espectadores, o show agora tenta o seu melhor para evitar isso, embora a tendência ainda aparece de vez. Nomeadamente, Emily Kinney não foi anunciada como a atriz convidada para o episódio seguinte, "Coda" até o programa da antena, devido ao seu caráter repentino da morte no final do acompanhamento episódio.
Talking Dead também começou a ser exibida após os episódios da segunda temporada de Fear the Walking Dead, que estreou em 10 de abril de 2016.

## Resumo
| Temporada | Temporada | Episódios | Episódios | Originalmente exibido | Originalmente exibido  |
| Temporada | Temporada | Episódios | Episódios | Estreia da temporada  | Final da temporada     |
| --------- | --------- | --------- | --------- | --------------------- | ---------------------- |
|           | 1         | 13        | 13        | 16 de outubro de 2011 | 18 de março de 2012    |
|           | 2         | 16        | 16        | 14 de outubro de 2012 | 31 de março de 2013    |
|           | 3         | 16        | 16        | 13 de outubro de 2013 | 30 de março de 2014    |
|           | 4         | 16        | 16        | 12 de outubro de 2014 | 29 de março de 2015    |
|           | 5         | 30        | 30        | 11 de outubro de 2015 | 2 de outubro de 2016   |
|           | 6         | 28        | 28        | 23 de outubro de 2016 | 15 de outubro de 2017  |
|           | 7         | 31        | 31        | 22 de outubro de 2017 | 30 de setembro de 2018 |
|           | 8         | 20        | 20        | 7 de outubro de 2018  | 29 de setembro de 2019 |
|           | 9         | 30        | 30        | 6 de outubro de 2019  | 13 de junho de 2021    |
|           | 10        | 29        | 29        | 22 de agosto de 2021  | 20 de novembro de 2022 |

## Prêmios
Para o 67th Primetime Creative Arts Emmy Awards, a série foi indicada para Outstanding Interactive Program. Ela foi indicada novamente no ano seguinte.